# Koltur
Koltur è un'isola dell'arcipelago delle Isole Fær Øer, situata a ovest di Streymoy e a nord di Hestur. Nell'isola è presente un unico villaggio, avente lo stesso nome: Koltur. Fu abbandonato negli anni 80 dai pastori-contadini che allevavano le pecore nella parte meridionale dell'isola. Nel 1994, due persone fecero ritorno e si adoperarono per risistemare il villaggio. Koltur ha un unico rilievo collinare: Kolturshamar (478 m).

## Important Bird Area
La maggior parte della costa dell'isola è stata identificata come Important Bird Area da BirdLife International per la sua rilevante funzione di luogo di riproduzione per gli uccelli marini, in particolare gli uccelli delle tempeste europei (5 000 coppie), i pulcinella di mare (20 000 coppie) e le urie nere (50 coppie).

## Collegamenti esterni

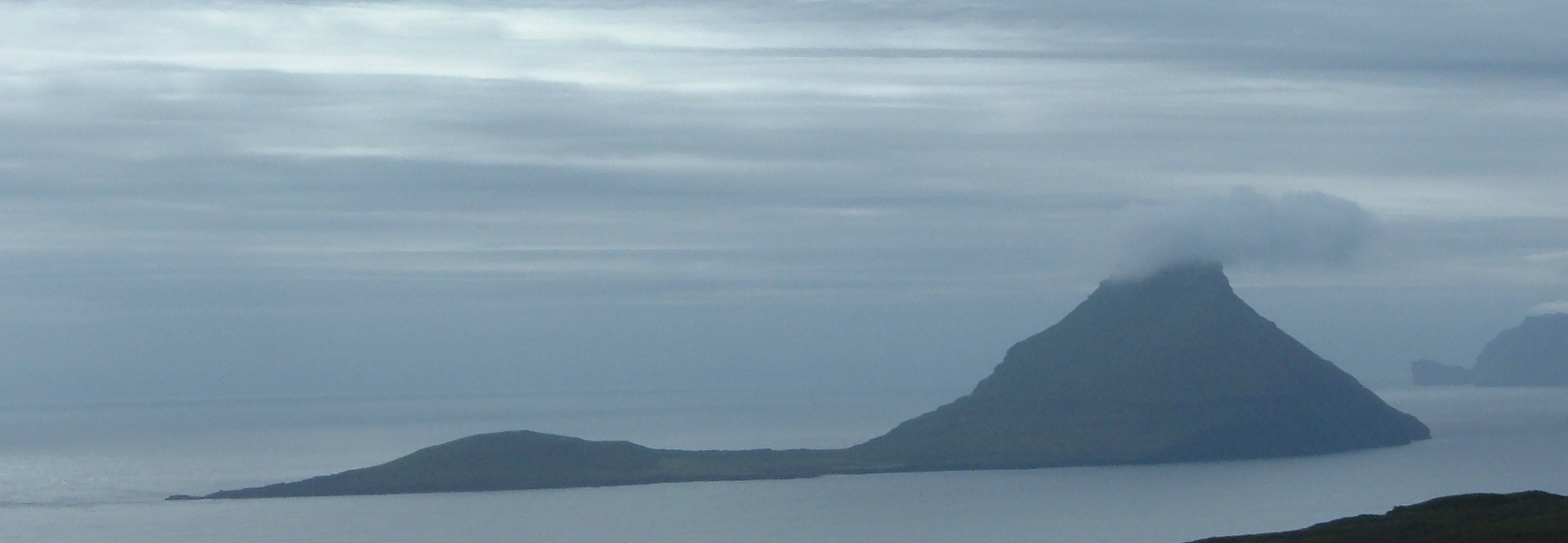
Koltur, vista da Streymoy